# Leapers Hill
Leapers' Hill (“Le Morne des Sauteurs”, ili Caribs Leap), litica na sjevernom dijelu otoka Grenade u blizini mjestašca Sauteurs, prozvana tim imenom od Francuza po jednom događaju iz sredine 17. stoljeća u kojem je život izgubilo posljednjih 40 preživjelih grenadskih Kariba. Događaj se zbio 1651. nakon ogorčenih borbi koje su se odvijale između Kariba i Francuza za prevlast nad otokom. Kako ne bi pali živi u ruke Francuzima, oko četrdesetak muškaraca, žena i djece skokom s ruba litice visoke preko 30 metara (100 stopa) našlo je smrt u stjenovitom moru podno litice. Na mjestu ovog tragičnog događaja danas stoji spomenik. Otok su Francuzi kasnije ipak izgubili jer je ugovorom u Versaillesu 1793. pripao Velikoj Britaniji. 

## Vanjske poveznice
- Leapers' Hill  Arhivirana inačica izvorne stranice od 25. travnja 2008. (Wayback Machine)